# Таун, Бейб
Джей Кинг «Бейб» Таун (англ. Jay King «Babe» Towne, 12 марта 1880, Кун-Рапидс, Айова — 29 октября 1938, Де-Мойн, там же) — американский бейсболист, кэтчер. Выступал в Главной лиге бейсбола в составе «Чикаго Уайт Сокс». Победитель Мировой серии 1906 года.

## Карьера
Бейб Таун родился 12 марта 1880 года в Кун-Рапидс в штате Айова. В сезоне 1906 года он провёл тринадцать (по другим данным — четырнадцать) матчей в Главной лиге бейсбола в составе клуба «Чикаго Уайт Сокс», выиграв с ним чемпионат Американской лиги. В победной для команды Мировой серии Таун появился на поле в одной игре.
В 1910 году Таун был играющим тренером команды «Су-Сити Пэкерс», выигравшей чемпионат Западной лиги со 108 победами при 60 поражениях. На месте кэтчера он провёл 45 матчей. Официальный сайт системы младших бейсбольных лиг включил команду в число ста лучших в истории.
Таун скончался 29 октября 1938 года в результате сердечного приступа. Он похоронен на кладбище Риверсайд в Спенсере.